# Калинино (Дзержинский район)
Кали́нино (бел. Калі́ніна) — деревня в составе Добринёвского сельсовета Дзержинского района Минской области Беларуси. Деревня расположена в 22 километрах от Дзержинска, 32 километрах от Минска и 20 километрах от железнодорожной станции Койданово.

## История
Деревня была основана в 1920-е годы, как посёлок Калинино, вероятнее всего название населённый пункт получил в честь М.И. Калинина.
С 20 августа 1924 года в составе Добринёвского сельсовета Койдановского района Минского округа. 15 марта 1932 года Койдановский район преобразован в Койдановский польский национальный район, который 26 июня был переименован в Дзержинский.  31 июля 1937 года Дзержинский национальный полрайон был упразднён, посёлок перешёл в состав Минского района Минского округа, с 20 февраля 1938 года — в составе Минской области. 4 февраля 1939 года Дзержинский район был восстановлен. 
В Великую Отечественную войну с 28 июня 1941 года до 7 июля 1944 года под немецко-фашистской оккупацией, на фронте погиб 1 сельчанин. В 1960 году — деревня, где проживали 80 жителей. По состоянию на 2009 год, в Калинино проживают 10 жителей, насчитывается 7 хозяйств, деревня в составе филиала ОАО «ММК-Агро» (центр — д. Добринёво).

## Население
| 80 | ↘ 26 | ↘ 19 | ↘ 10 | ↘ 8 | → 8 | → 8 | ↘ 5 |